# Bardi (Aborigines)
Die Bardi sind ein Stamm der Aborigines, die nördlich von Broome in einem Teil der Dampier Peninsula in der Region von Kimberley leben.
Neben den Bardi gibt es die Stämme Djarindjin, Lombadina, die die drei Aboriginesstämme sind, die in diesem Gebiet leben. 
Der Liedermacher und Musikant Jimmy Chi entstammt den Bardis und zahlreiche Aborigines, die im Raum von Broome heutzutage aufhalten.
Das Kooljaman-Resort auf Cape Leveque wird vom Stammesmitgliedern der Bardi betrieben. Der größte Teil der Bardi lebt in der kleinen Siedlung One Arm Point auf der Halbinsel, an dem auf einem vorgelagerten Riff kommerzieller Fang von Seeschnecken betrieben wird.
Auf der Dampier Peninsula gibt es eine Lombadina Aboriginal Corporation, die von Aborigines der Lombadina betrieben wird und Unterkünfte anbietet.
Etwa 25 Sprecher beherrschen die Sprache der Bardi fließend, allerdings identifizieren sich mehr als tausend Personen als Bardi.